# Hybos digitiformis
Hybos digitiformis är en tvåvingeart som beskrevs av Yang 1987. Hybos digitiformis ingår i släktet Hybos och familjen puckeldansflugor. Inga underarter finns listade i Catalogue of Life.